# محور شبرا - بنها الحر
طريق شبرا - بنها الحر هو طريق حر وأحد الطرق الرئيسية في جمهورية مصر العربية، يربط بين شبرا وبنها بطول 40 كم وبعرض 4 حارات في كل اتجاه بمساحة 3.75 متر وبلغت تكلفة إنشاء الطريق 3.5 مليار جنيه. أختصر الطريق زمن رحلة إلى 25 دقيقة بدلاً من ساعات السفر التي كان يستغرقها طريق القاهرة - الإسكندرية الزراعي.
يضم الطريق 62 عملًا صناعيًا (38 كوبري و24 نفقًا)، يتميز الطريق بعدم وجود أي تقاطعات مرورية أو نزلات على طول امتداده وحتى نهايته، ويضم نقطة إسعاف وتمركزات أمنية ومحطات خدمة.